# Mylothris arabicus
Mylothris arabicus är en fjärilsart som beskrevs av Gabriel 1954. Mylothris arabicus ingår i släktet Mylothris och familjen vitfjärilar. Inga underarter finns listade i Catalogue of Life.